# Mosca de la ceba
La mosca de la ceba (Delia antiqua) es una espècie de dípter braquícer de la família dels antòmids. És una plaga agrícola cosmopolita. Les seves larves s'alimenten de cebes, alls i altres plantes bulboses.
La seva distribució abasta Amèrica del Nord, Europa Occidental, Rússia, Àsia central, Xina, Japó i Corea però és absent als deserts. En l'extrem nord de la seva zona és univoltina però més al sud té tres o quatre generacions cada temporada.

## Morfologia i biologia

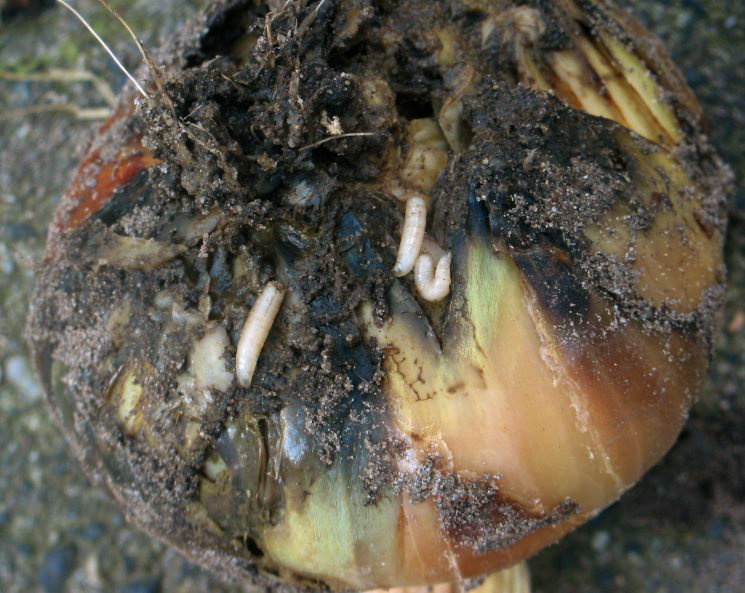
Caba atacada per larves de D. antiqua

La mosca de la ceba té un cos de color gris cendra que sembla el de la mosca domèstica. El mascle té una banda longitudinal a l'abdomen però la femella no. Les potes són negres, les ales transparents i els ulls compostos marrons. L'ou és blanc i allargat i els ponen en grups en les brots i les fulles de les plantes hoste i al sòl proper. Les larves són blanques i cilíndriques i es desclouen en de tres a vuit dies. Fan cavitats en els bulbs. La larva muda tres vegades i arriba a fer un centímetre. La pupa és marró i fa 7 mm de llarg. La darrera generació passa l'hivern en el sòl.

## Importància econòmica
Les larves fan mal a cebes, alls, cibulets, escalunyes, porros i bulbs de plantes ornamentals. La primera generació de larves és la més damnosa, ja que aleshores la planta és petita. Els planters de cebes i porros poden resultar severament afectats. Danys menors ocorren en primaveres fredes i humides, ja que retarden el desenvolupament de les larves. Quan les plantes són atacades les seves fulles es tornen grogues i els bulbs es podreixen ràpidament especialment en condicions de terra xopa. Les mesures de control inclouen la rotació de cultius, sembrar o plantar aviat i controlar i treure les plantes atacades a més de fangar la terra a la tardor per destruir les pupes.